# Otrebor - Altri peccati di gioventù
Otrebor - Altri peccati di gioventù è un album musicale di Roberto Tardito, pubblicato nel 2008.

## Il disco
L'album raccoglie dodici canzoni composte dal cantautore nel corso dell'adolescenza, rimaste fino a quel momento realizzate soltanto in forma di provino. Nel brano conclusivo Primavera la voce di Tardito si mischia a quella del provino originale, datato 1998, quando l'artista era ancora quattordicenne.

## Tracce
Testi e musiche di Roberto Tardito.
1. Ultimi giorni d'estate (The Last Days of Summer) – 3:54 (musica: Tracy Hurst)
2. Amarcord – 3:14
3. Sono nato libero – 3:10
4. Lara – 3:48
5. Venere orientale – 1:45
6. La giostra – 4:13
7. Cantico – 5:40
8. Ritratto di dama fine seicento – 3:43
9. Il treno fantasma – 3:46
10. Notti dell'altro mondo – 3:00
11. Acrobata – 3:22
12. Primavera – 2:39

## Formazione
- Roberto Tardito – voce, chitarre acustiche, chitarre elettriche, chitarre classiche, bouzouki, basso elettrico, contrabbasso, pianoforte, batteria, percussioni etniche, synth